# Tipula phaeopasta
Tipula phaeopasta är en tvåvingeart som beskrevs av Alexander 1924. Tipula phaeopasta ingår i släktet Tipula och familjen storharkrankar. Inga underarter finns listade i Catalogue of Life.